# ثابت معدل التفاعل
ثابت معدل التفاعل في الكيمياء هو ثابت يحدد سرعة جريان تفاعل كيميائي ويرمز له بالرمز k أو {\displaystyle \lambda } .
ففي تفاعل كيميائي حيث تتفاعل مادتين A و B وتنتجان مركبا C , يكون معدل التفاعل :
 التفاعل: A + B → C 
{\displaystyle {\frac {d[C]}{dt}}=k(T)[A]^{m}[B]^{n}}
حيث (k(T  ثابت معدل التفاعل  وهو يعتمد على درجة الحرارة.
في المعادلة أعلاه تعني 
[C] تركيز المادة C بوحدة مول لحجم معين من المحول باعتبار أن التفاعل يسير في محلول (بالنسبة لتفاعل يجري على سطح فتعبر C عن عدد المولات على السطح) .
وتعبر قوتي الأس m و n في المادلة عن درجة التفاعل وطريقة سيره . ويمكن تعيين كل منهما عمليا .
بالنسبة إلى تفاعل يجري في خطوة واحدة يمكننا كتابته في الصيغة:
{\displaystyle {\frac {d[C]}{dt}}=Ae^{\frac {-E_{a}}{RT}}[A]^{m}[B]^{n}}
حيث:
Ea طاقة تنشيط ،
R ثابت الغازات العام.
ونظرا لان درجة الحرارة تعطي طاقة للجزيئات طبقا توزيع بولتزمان ، فينتج عن ذلك تغير في معدل الاصتدامات التي تجري عند طاقة أعلى من Ea طبقا للدالة الأسية e-Ea/RT. ويسمى A معامل التردد.
وتعطينا معادلة أرينيوس مقادير العلاقة بين طاقة التنشيط و معدل التفاعل الذي يسير عليهما التفاعل .

## وحدات
{مقالة : درجة التفاعل}
تعتمد وحدات معدل التفاعل على درجة التفاعل:

- بالنسبة إلى تفاعل من الدرجة صفر، يتخذ المعدل وحدات  mol·L−1·s−1
- وبالنسبة إلى الدرجة 1 ، يتخذ المعامل الوحدة: s−1
- وبالنسبة إلى تفاعل من الدرجة الثانية، يتخذ المعامل الوحدات : L·mol−1·s−1
- بالنسبة إلى الدرجة   n للتفاعل يتخذ المعدل وحدات  mol1-n·Ln-1·s−1

(أي مول1-n·لترn-1·ثانية−1)

## البلازما والغازات
يعتبر حساب ثابت معدل التفاعل التي يحدث فيها توليد أو انخفاض عدد جسيمات مثارة من المسائل الهامة . فعلى سبيل المثال، في الميكروإلكترونيات وفي كيمياء البلازما يجرى تعيينها بواسطة محاكاة بالحاسوب . ونقوم بذلك بافتراض نموذج أولي لإجراء حسابات المحاكاة . كما يوجد لتلك الأغراض سوفتوير خاصة للمحاكاة الحاسوبية يمكن الاستعانة بها وتطويرها حسب اللازم .

## اقرأ أيضا
- تفاعل أولي
- تركيز
- معدل التفاعل
- توازن دينامي
- توازن ترموديناميكي
- مول
- جزء مولي
- كتلة مولية
- درجة التفاعل